# Trottoir a vermeti

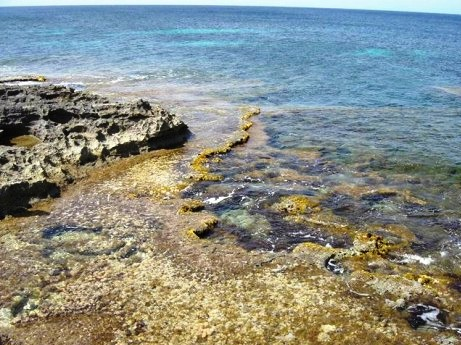
Trottoir a vermeti

Il trottoir a vermeti è una piattaforma carbonatica litoranea che si espande verso il mare, formata in seguito ad un processo di cementificazione di gusci di alcune specie di molluschi della famiglia dei Vermetidi.
Si tratta di un'importante biostruttura tipica del Mar Mediterraneo, per molti versi simile alle barriere coralline. La sua crescita è legata principalmente all'azione di due specie di molluschi gasteropodi: Dendropoma cristatum (sin.: D. petraeum) e Vermetus triquetrus. 
L'importanza di questa biostruttura è legata alla sua capacità di modificare l'aspetto e le caratteristiche ecologiche delle coste rocciose, creando pozze di marea che ampliano lo spazio a disposizione delle specie, stimolando così la biodiversità dei popolamenti associati.

## Biodiversità

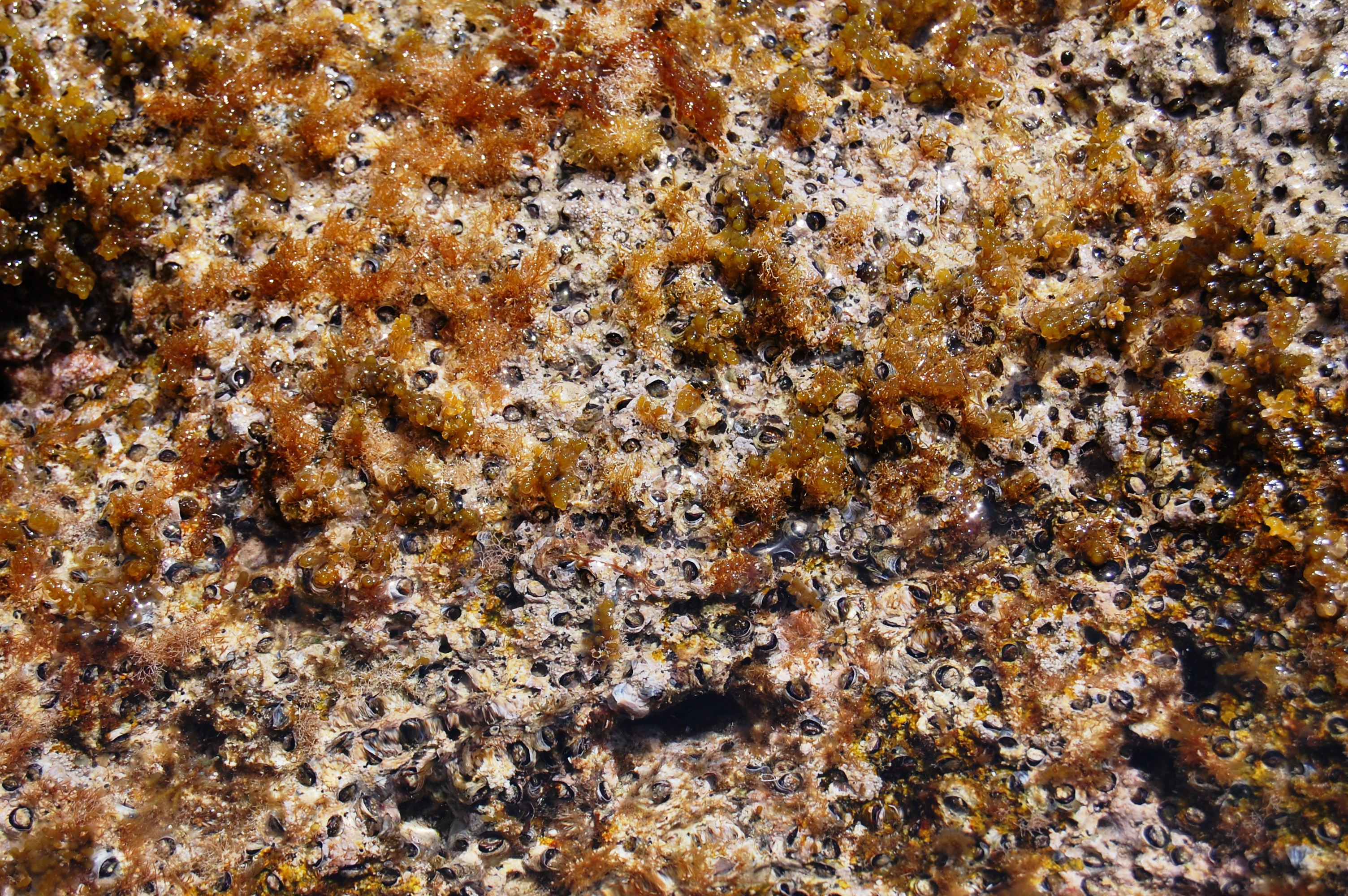
Dettaglio delle concrezioni calcaree

Le alghe associate a questa biostruttura sono oltre un centinaio; tra di esse assumono una particolare rilevanza  Neogoniolithon notarisi e Lithophyllum lichenoides, che, formando spesse incrostazioni, concorrono al consolidamento della struttura.  Le pozze meno profonde  ospitano Laurencia papillosa, Cystoseira stricta e Gastroclonium clavatum mentre in quelle di maggiore profondità si trovano Cystoseira amentacea,  Halimeda tuna e varie specie di Dictyotacee.

Numerose specie di molluschi trovano ospitalità nella struttura tra cui: Mytilaster minimum, Cardia caliculata, Pisinna glabrata, Lepidochitona caprearum, Patella ulyssiponensis, Onchidella celtica, Eatonina cossurae e Barleeia unifasciata.

## Distribuzione
Nel Mediterraneo i trottoir si ritrovano esclusivamente sulle coste bagnate da acque con temperature non inferiori ai 24 °C in estate ed ai 14 °C in inverno. 
Le strutture più sviluppate sono state descritte lungo le coste di Israele e del Libano ma strutture significative sono presenti anche lungo le coste meridionali della Turchia, a Creta, a Malta, in Algeria, in Corsica e nella parte sud-orientale della Spagna.
 In Sicilia i trottoir a vermeti sono localizzati prevalentemente lungo la fascia costiera tirrenica occidentale, da Cefalù a Trapani, e nelle Isole Egadi. In misura minore sono presenti anche sulla costa ionica, in provincia di Siracusa, sul versante meridionale dell'isola di Lampedusa e ad Ustica, mentre sembrano del tutto assenti dalle Eolie e dalle altre isole minori circum-siciliane.

## Origine del nome
Il termine trottoir (letteralmente “marciapiede”), deriva dalla letteratura scientifica francofona, ed è quello impiegato più comunemente dai ricercatori italiani di biologia marina. Esistono in realtà termini italiani equivalenti. Il termine "piattaforma a vermeti" (senz'altro linguisticamente più corretto di trottoir), è utilizzato diffusamente in campo biologico, mentre nella letteratura geologica storica è generalmente preferito il termine "panchina" per indicare facies sedimentarie del tipo descritto in questa voce (sia dominate da Vermetidi che da altri taxa). Un esempio classico di queste ultime facies è la cosiddetta Panchina tirreniana, caratterizzata da estesi accumuli conchigliari, che caratterizza il sottopiano statigrafico Tirreniano (Pleistocene del mediterraneo) ed è costituita da specie atlantiche ad affinità tropicale (fra cui anche diverse specie di Vermetus) denotanti un clima più caldo dell'attuale.